# Univerza za severnokorejske študije
Univerza za severnokorejske študije (korejsko: 북한대학원대학교) je univerza v Seulu v Južni Koreji, ki je bila ustanovljena leta 2005 z združitvijo oddelka za severnokorejske študije univerze Kjungnam, ustanovljenega leta 1997, in raziskovalnega centra za probleme Daljnega vzhoda (korejsko: 극동문제연구소), ustanovljenega leta 1972.